# Eleições legislativas no México em 2009
As eleições legislativas mexicanas de 2009 foram realizadas em 5 de julho.

## Resultados e participação
Um total de 34,7 milhões de mexicanos foram às urnas, número que representou 44,6% da lista de eleitores, registrando uma abstenção de mais de 55%, dos 77 milhões registrados na lista eleitoral, votaram para 500 deputados federais, 300 em votação direta e 200 de representação proporcional.
Os números confirmaram a vitória do opositor Partido Revolucionário Institucional (PRI), em 184 dos 300 distritos eleitorais do país. Além disso, novos governadores foram eleitos em seis estados, em 11, os congressos locais e 549 Prefeituras foram renovados e 66 deputados da capital e 16 delegações (Prefeituras menores) no Distrito Federal. O Partido da Ação Nacional (PAN), que governa o México desde 2000, ganhou 70 postos e o Partido da Revolução Democrática (PRD) obteve 39 cadeiras, enquanto o Partido Verde Ecologista do México (PVEM) ficou com quatro e o Partido do Trabalho (PT) com três. Com isso, o PAN recebe 73 novas cadeiras; o PRI, 53; PRD, 32; PVEM, 18; PT, 10, o Partido Nova Aliança (Panal), 8; e o Convergência, 6.